# Zlatan Živković
Zlatan Živković (Zagreb, 15. lipnja 1956.), hrvatski bubnjar, perkusionist, gitarist i pjevač
Djeluje kao pjevač u grupi Aerodrom od njenog osnutka, 1978. g., te snima albume Kad misli mi vrludaju (1979.) i Tango Bango (1981.). U jesen 1981. odlazi iz grupe da bi se posvetio studiju geologije na zagrebačkom PMF-u. U "Aerodrom" se ponovo vraća 1986., ovaj put u ulozi bubnjara i pjevača. Nakon snimanja albuma Trojica u mraku (1986), ostaje u grupi do kraja 1987., kad prelazi u country-skupinu "Plava trava zaborava", kao pjevač i ritam-gitarist. S njima izdaje live album Dance all night – live (1988), sniman u Portorožu, Slovenija. Koncem 1988. g. napušta sastav i glazbenu djelatnost, te 1989. g. odlazi živjeti u Australiju, gdje radi kao geolog. Godine 2000. vraća se u Hrvatsku i postaje bubnjar i pjevač ponovno oformljene grupe "Aerodrom", s kojom snima album Na travi (2001.). Grupa ubrzo prestaje aktivno djelovati, te dalji angažman nalazi 2005. g. kao bubnjar i pjevač u grupi "Plava trava zaborava", gdje zamjenjuje teško oboljelog Srećka Antoniolia, a nakon njegove smrti 2006. g. postaje stalnim članom skupine. Od 2007. g. paralelno djeluje kao bubnjar i pjevač country rhythm and blues skupine "Hopeless Romantics". Među ostalim, sudjelovao je kao prateći vokal na snimanjima albuma Viktorija: Spavaćeš sam (1988.), "ITD Band": Skidam te pogledom (1988.), te Jura Stublić: Zemlja sreće (1989.). Svojedobno je bio i djelatnik HRT-a, nastupao je i kao bubnjar i pjevač cover grupe "Bacon & Blues Corporation".
Od 2016. godine s obitelji živi u Australiji.